# Hermitovská transpozice
Matice hermitovsky sdružená  ke komplexní matici {\displaystyle {\boldsymbol {A}}} typu {\displaystyle m\times n} je matice typu {\displaystyle n\times m} získaná transpozicí {\displaystyle {\boldsymbol {A}}} a záměnou každého z čísel za komplexně sdružené číslo. Značí se {\displaystyle {\boldsymbol {A}}^{\mathsf {H}}}, {\displaystyle {\boldsymbol {A}}^{*}}  nebo {\displaystyle {\boldsymbol {A}}'}, a ve fyzice často {\displaystyle {\boldsymbol {A}}^{\dagger }}. Nazývá se také hermitovská transpozice nebo komplexně sdružená transpozice.
Hermitovská transpozice reálných matice se shoduje s běžnou transpozicí {\displaystyle {\boldsymbol {A}}^{\mathsf {H}}={\boldsymbol {A}}^{\mathsf {T}}}.

## Definice
Hermitovská transpozice matice {\displaystyle {\boldsymbol {A}}} typu {\displaystyle m\times n} je formálně definována {\displaystyle {\bigl (}{\boldsymbol {A}}^{\mathsf {H}}{\bigr )}_{ij}={\overline {a_{ji}}}} pro {\displaystyle 1\leq i\leq n} a {\displaystyle 1\leq j\leq m}, kde pruh značí komplexně sdružené číslo.
Tuto definici lze také napsat jako {\displaystyle {\boldsymbol {A}}^{\mathsf {H}}={\overline {\boldsymbol {A}}}^{\mathsf {T}}={\overline {{\boldsymbol {A}}^{\mathsf {T}}}}}, kde {\displaystyle {\boldsymbol {A}}^{\mathsf {T}}} označuje transpozici a {\displaystyle {\overline {\boldsymbol {A}}}} označuje matici s komplexně sdruženými prvky.
Hermitovská transpozice matice {\displaystyle {\boldsymbol {A}}} může být značena některým z těchto symbolů:
- {\displaystyle {\boldsymbol {A}}^{\mathsf {H}}}, běžně používaný v lineární algebře
- {\displaystyle {\boldsymbol {A}}^{*}}, běžně používaný v lineární algebře
- {\displaystyle {\boldsymbol {A}}^{\dagger }}, běžně používané v kvantové mechanice
- {\displaystyle {\boldsymbol {A}}^{+}}, ačkoli tento symbol se běžněji používá pro Mooreovu–Penroseovu pseudoinverzi

Někdy  {\displaystyle {\boldsymbol {A}}^{*}} označuje matici pouze s komplexními sdruženými prvky a bez transpozice.

## Ukázka
Hermitovskou transpozice následující matice {\displaystyle {\boldsymbol {A}}} lze získat ve dvou krocích.
{\displaystyle {\boldsymbol {A}}={\begin{pmatrix}1&-2-i&5\\1+i&i&4-2i\end{pmatrix}}}
Nejprve je matice transponována:
{\displaystyle {\boldsymbol {A}}^{\mathsf {T}}={\begin{pmatrix}1&1+i\\-2-i&i\\5&4-2i\end{pmatrix}}},
a potom je každý její prvek zaměněn za své komplexně sdružené číslo:
{\displaystyle {\boldsymbol {A}}^{\mathsf {H}}={\begin{pmatrix}1&1-i\\-2+i&-i\\5&4+2i\end{pmatrix}}}.